# Ozinki
Ozinki (ros. Озинки) – osiedle typu miejskiego w Rosji, w obwodzie saratowskim, ośrodek administracyjny rejonu ozińskiego. W 2010 liczyło 9249 mieszkańców.